# Euphagus cyanocephalus
Euphagus cyanocephalus е вид птица от семейство Трупиалови.

## Разпространение
Видът е разпространен в Бахамските острови, Гватемала, Канада, Мексико, САЩ и Търкс и Кайкос.